# Osek (Kněžice)
Osek je vesnice v okrese Nymburk, součást obce Kněžice. Nachází se 2,5 km na severovýchod od Kněžic. Je zde evidováno 69 adres.

## Historie
První písemná zmínka o vesnici pochází z roku 1436.

## Další fotografie

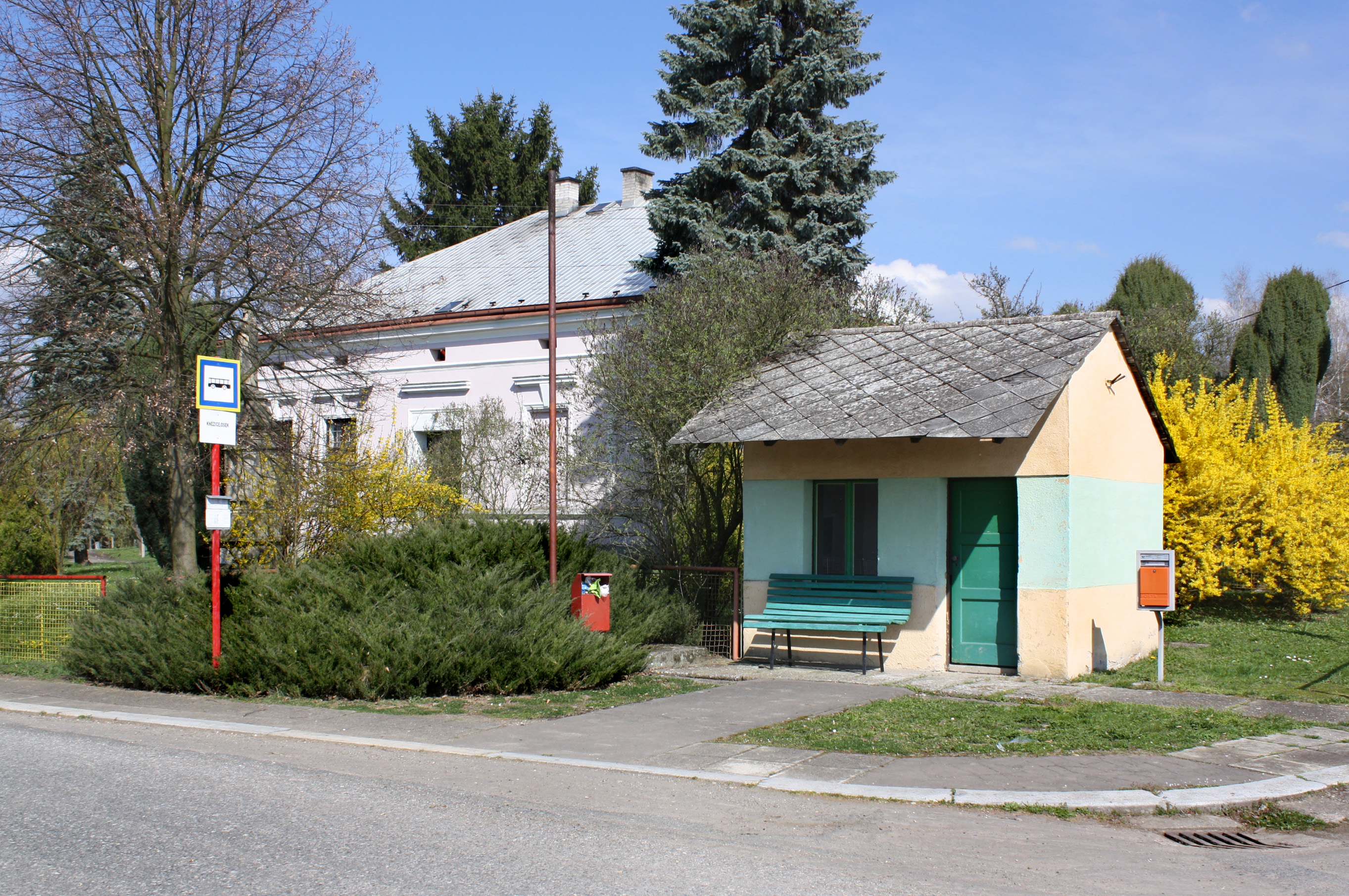
Zastávka a budova staré školy
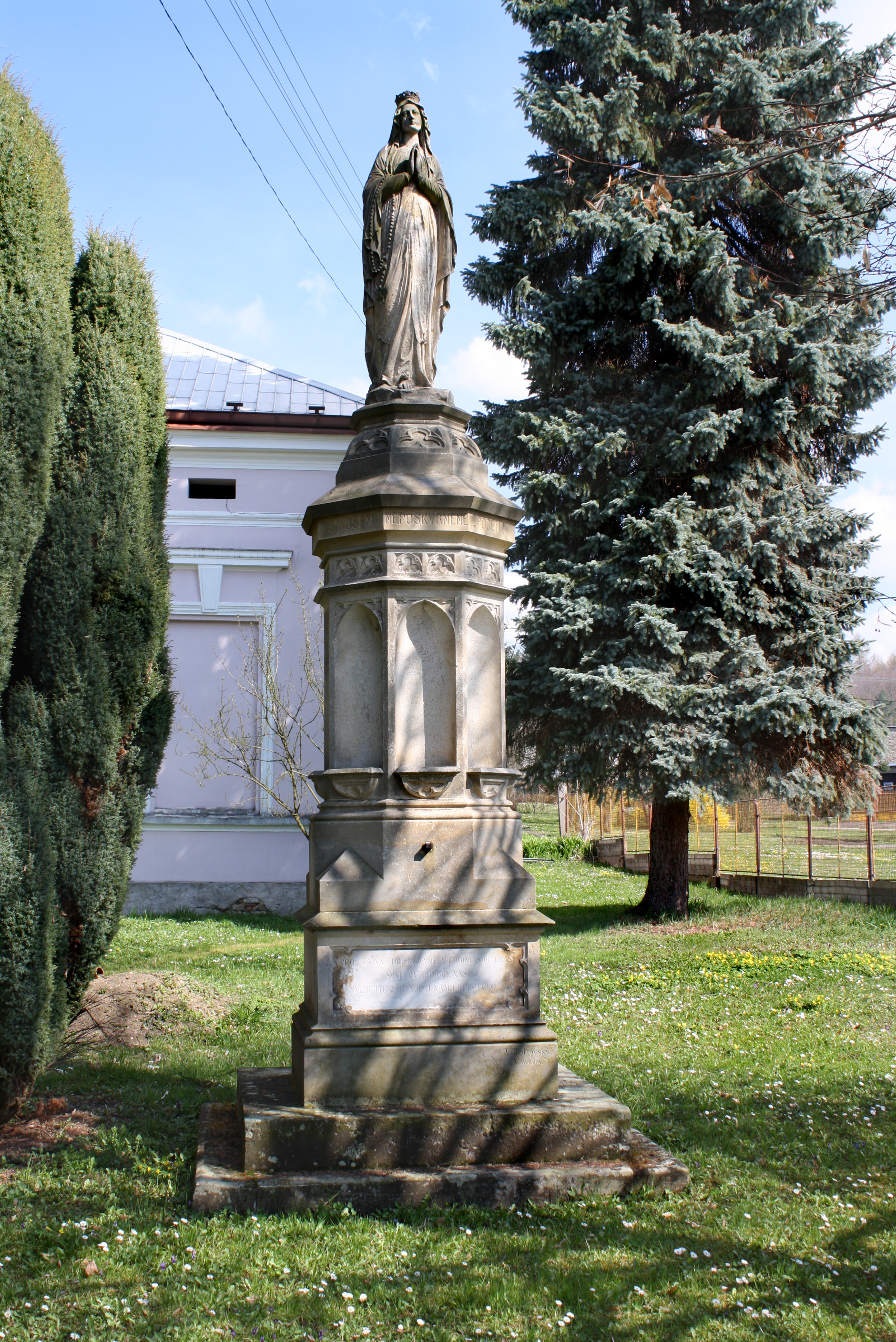
Socha Panny Marie
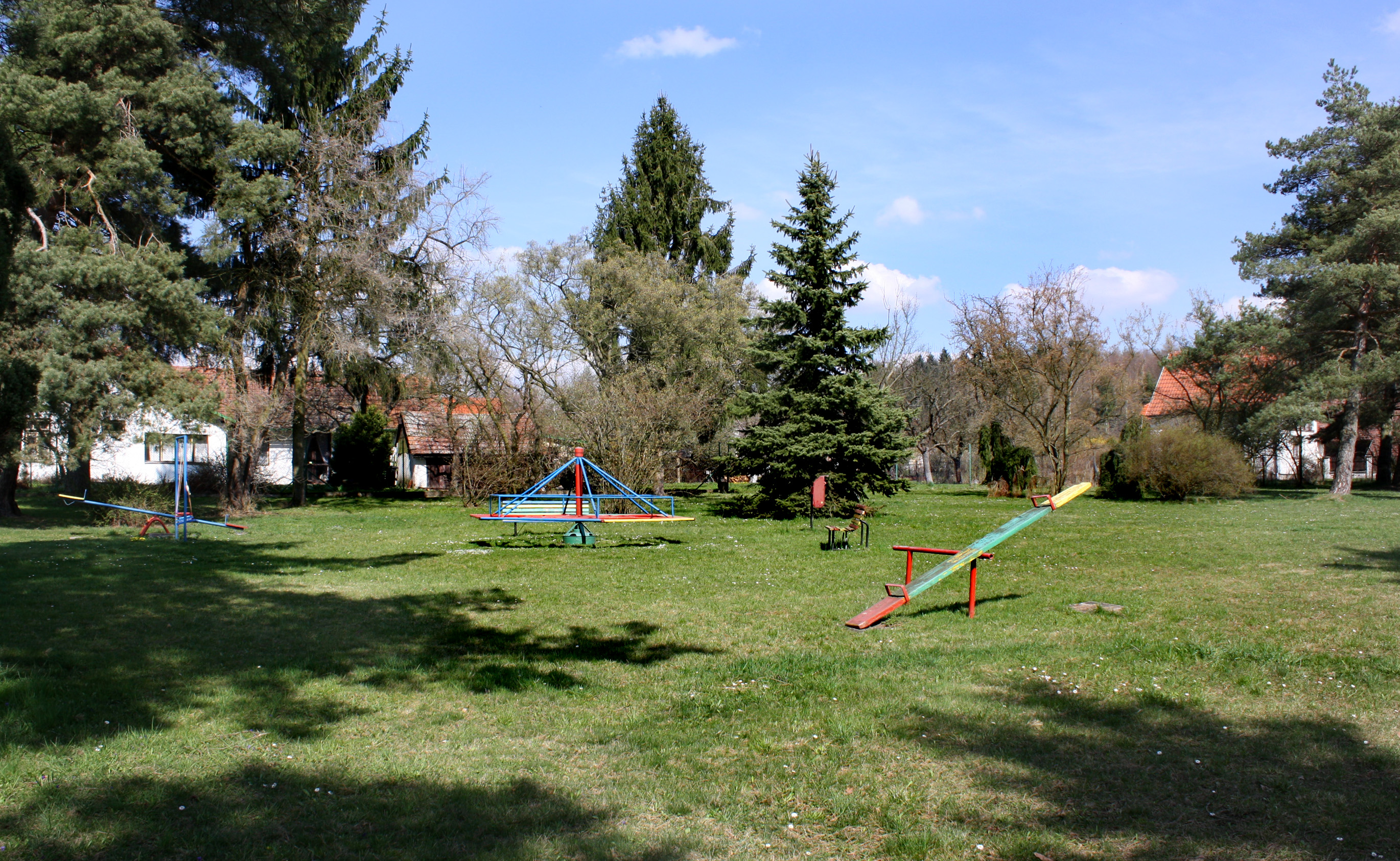
Dětské hřiště na jihu vsi